# Sijtske Tjon A Tjoen
Sijtske Tjon A Tjoen is een Surinaams zangeres. Ze zong meerdere keren tijdens finales van SuriPop en trad in 2018 op met de SuriToppers tijdens concerten in Nederland. Ze trad op als gastzangeres tijdens de His-tori-galaconcerten van Bryan Muntslag in 2018 en 2019

## Biografie
Sijtske Tjon A Tjoen zong verschillende malen tijdens de finale van SuriPop, zoals Now mi e sari van Cornelis Amafo in 2008 (XV) met Jerrel Bijlhout en Speak up van Jill Sjauw Mook in 2010 (XVI). In 2014 (XVIII) zong ze het lied Taigi mi van Rafick Bottse dat op de derde plaats belandde.
In 2012 was zij een van de gastzangeressen tijdens het bezoek van het Nederlandse Yannick Hiwat Quartet aan Suriname, evenals tijdens de galaconcerten His-tori en His-tori 2 van Bryan Muntslag in Theater Thalia in 2018 en 2019. In 2018 ging ze als een van de SuriToppers voor een reeks concerten naar Nederland. In 2020 zou ze eveneens deel uitmaken van de SuriToppers, maar deze concerten werden afgelast vanwege de coronapandemie.